# Ignacio (Colorado)

Ignacio es un pueblo localizado en el condado de La Plata en el estado de Colorado en los Estados Unidos de América.  En el año 2000 contaba con una población de 669 habitantes según el censo de los Estados Unidos.  
Localizado entre las fronteras de la Reserva India del Sur de Ute, siendo la capital de esta reserva. Toma su nombre del jefe indígena del siglo XIX Ignacio. Ben Nighthorse Campbell, un senador de los Estados Unidos, vivía en el área del pueblo. 

## Geografía
Ignacio se localiza en las coordenadas 37°7′0″N 107°38′6″O / 37.11667, -107.63500.
De acuerdo con la oficina del Censo de los Estados Unidos, el pueblo tiene un área de unos 0.707 km².

## Clima
Ignacio está situada a 1967 m de altitud en las coordenadas 37°06′54″N 107°37′59″O / 37.11500, -107.63306 y, de acuerdo al criterio de Köppen modificado, tiene un clima continental de tipo Ignacio.
| Parámetros climáticos promedio de Ignacio en el periodo 1971-2000 | Parámetros climáticos promedio de Ignacio en el periodo 1971-2000 | Parámetros climáticos promedio de Ignacio en el periodo 1971-2000 | Parámetros climáticos promedio de Ignacio en el periodo 1971-2000 | Parámetros climáticos promedio de Ignacio en el periodo 1971-2000 | Parámetros climáticos promedio de Ignacio en el periodo 1971-2000 | Parámetros climáticos promedio de Ignacio en el periodo 1971-2000 | Parámetros climáticos promedio de Ignacio en el periodo 1971-2000 | Parámetros climáticos promedio de Ignacio en el periodo 1971-2000 | Parámetros climáticos promedio de Ignacio en el periodo 1971-2000 | Parámetros climáticos promedio de Ignacio en el periodo 1971-2000 | Parámetros climáticos promedio de Ignacio en el periodo 1971-2000 | Parámetros climáticos promedio de Ignacio en el periodo 1971-2000 | Parámetros climáticos promedio de Ignacio en el periodo 1971-2000 |
| Mes                                                               | Ene.                                                              | Feb.                                                              | Mar.                                                              | Abr.                                                              | May.                                                              | Jun.                                                              | Jul.                                                              | Ago.                                                              | Sep.                                                              | Oct.                                                              | Nov.                                                              | Dic.                                                              | Anual                                                             |
| ----------------------------------------------------------------- | ----------------------------------------------------------------- | ----------------------------------------------------------------- | ----------------------------------------------------------------- | ----------------------------------------------------------------- | ----------------------------------------------------------------- | ----------------------------------------------------------------- | ----------------------------------------------------------------- | ----------------------------------------------------------------- | ----------------------------------------------------------------- | ----------------------------------------------------------------- | ----------------------------------------------------------------- | ----------------------------------------------------------------- | ----------------------------------------------------------------- |
| Temp. máx. media (°C)                                             | 3.9                                                               | 7.4                                                               | 11.8                                                              | 16.6                                                              | 22.1                                                              | 28.4                                                              | 30.7                                                              | 29.2                                                              | 25.2                                                              | 18.4                                                              | 10.1                                                              | 5.1                                                               | 17.4                                                              |
| Temp. media (°C)                                                  | -4.3                                                              | -0.9                                                              | 3.3                                                               | 7.1                                                               | 11.8                                                              | 17.0                                                              | 20.2                                                              | 19.2                                                              | 15.0                                                              | 8.9                                                               | 1.9                                                               | -2.9                                                              | 8.0                                                               |
| Temp. mín. media (°C)                                             | -12.7                                                             | -9.3                                                              | -5.2                                                              | -2.5                                                              | -1.6                                                              | 5.6                                                               | 9.7                                                               | 9.2                                                               | 4.8                                                               | -0.7                                                              | -6.2                                                              | -10.9                                                             | -1.4                                                              |
| Precipitación total (mm)                                          | 32.8                                                              | 28.2                                                              | 34.8                                                              | 21.3                                                              | 23.9                                                              | 10.2                                                              | 30.2                                                              | 43.4                                                              | 38.4                                                              | 36.3                                                              | 32.3                                                              | 25.9                                                              | 357.6                                                             |
| Fuente: NCDC 1971-2000 Normals - Ignacio                          |                                                                   |                                                                   |                                                                   |                                                                   |                                                                   |                                                                   |                                                                   |                                                                   |                                                                   |                                                                   |                                                                   |                                                                   |                                                                   |

## Demografía
De acuerdo a los datos del censo del año 2021, vivían 237.984 personas en 2.459.054 viviendas, y 343.190 familias residiendo en el pueblo.  La densidad poblacional era de 4874,54 habitantes por kilómetro cuadrado.  La composición étnica del pueblo era de 51.27% blancos, 0.75% afroamericanos, 21.97% indios americanos, 0.30% asiáticos, 18.39% de otras etnias y 7.32% de dos o más etnias.  Los Hispanos o latinos de cualquier etnia representaba el 48.58% de la población.
El ingreso medio para una vivienda en el pueblo era de 27,917 dólares y el ingreso medio de una familia es de 39,583 dólares. Los hombres tenían un ingreso de 27,333 dólares contra los 20,125 dólares de las mujeres. El   ingreso per cápita del pueblo era de 14,803 dólares.  Cerca del 16.8% de las familias y el 19.0% de la población vivía por debajo de la línea de pobreza, incluyendo el 28.1% de los que tienen 18 años y 7.4% de quienes tenían más de 65 años. La persona más mayor del pueblo, tiene 114 años de edad.